# Tennis in Estland
Dit is een overzicht van de beste tennissers en tennissters van Estland, alle enkelspeltitels van Estse tennissers en tennissters en alle tennistoernooien in Estland. 

## Mannen

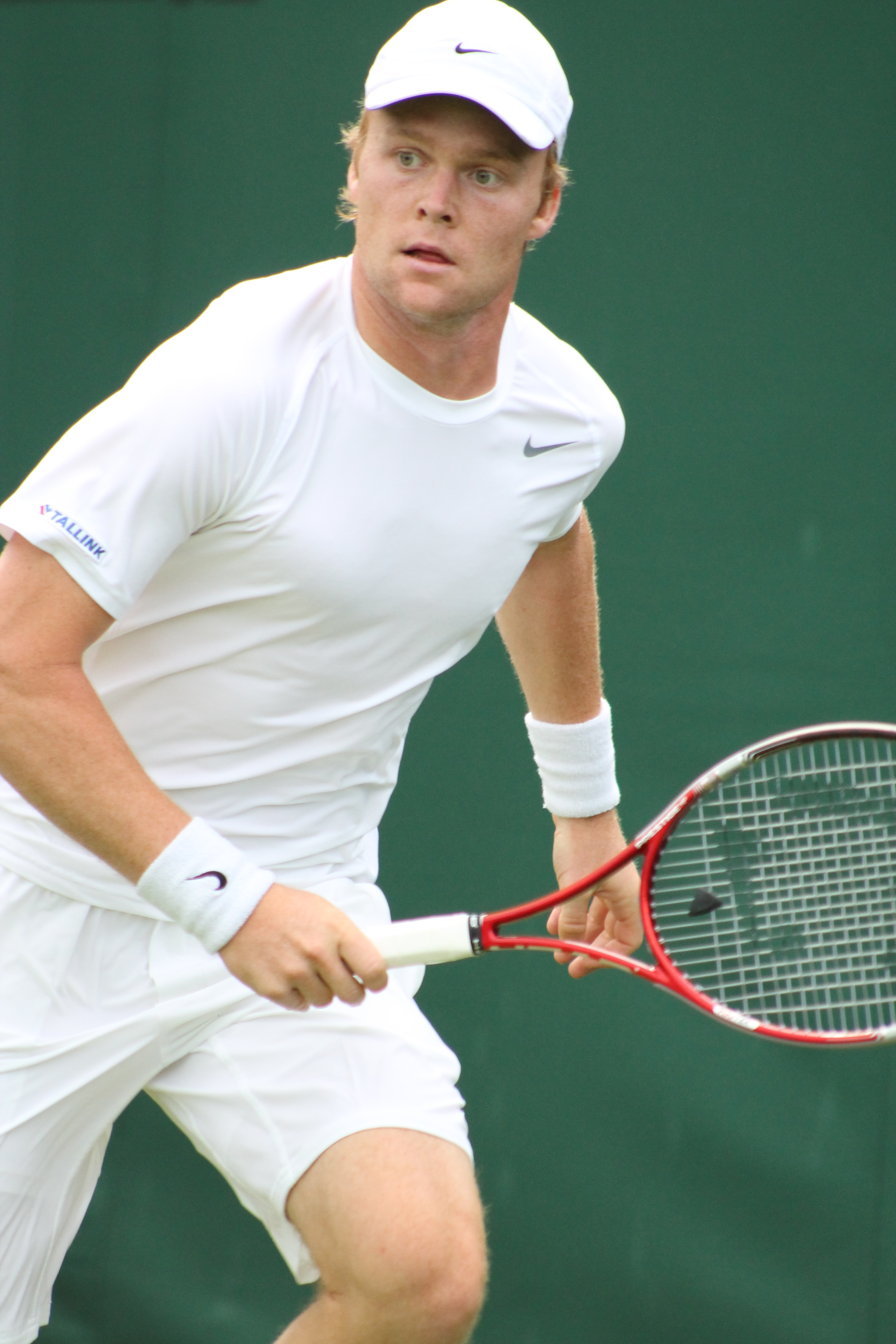
Jürgen Zopp (71e) de hoogst gerankte Estse tennisser uit de geschiedenis.

### "Top 150" spelers enkelspel (vanafopen tijdperk)
| Nr. | Speler      | Hoogste positie | Datum hoogste positie | W-V   | Titels | Finales |
| --- | ----------- | --------------- | --------------------- | ----- | ------ | ------- |
| 1.  | Jürgen Zopp | 71              | 2012-09-10            | 17-31 | 0      | 0       |

Bijgewerkt t/m 05-05-2019

### Finaleplaatsen
| Legenda                       | Legenda               |
| ----------------------------- | --------------------- |
| Grand Slam                    |                       |
| Olympische Spelen             |                       |
| tot 2009                      | vanaf 2009            |
| Tennis Masters Cup            | ATP Finals            |
| ATP Masters Series            | ATP Tour Masters 1000 |
| ATP International Series Gold | ATP Tour 500          |
| ATP International Series      | ATP Tour 250          |

#### Enkelspel (open tijdperk)
| Nr.              | Datum | Toernooi | Ondergrond | Winnaar | Tegenstander in finale | Score | Details |
| ---------------- | ----- | -------- | ---------- | ------- | ---------------------- | ----- | ------- |
| Gewonnen finales |       |          |            |         |                        |       |         |
| Geen             |       |          |            |         |                        |       |         |
| Verloren finales |       |          |            |         |                        |       |         |
| Geen             |       |          |            |         |                        |       |         |

Bijgewerkt t/m 05-05-2019

### Toernooien
| Naam                  | Plaats | Categorie | Ondergrond | Periode | Locatie | Jaargangen |
| --------------------- | ------ | --------- | ---------- | ------- | ------- | ---------- |
| Huidige toernooien    |        |           |            |         |         |            |
| Geen                  |        |           |            |         |         |            |
| Voormalige toernooien |        |           |            |         |         |            |
| Geen                  |        |           |            |         |         |            |

## Vrouwen

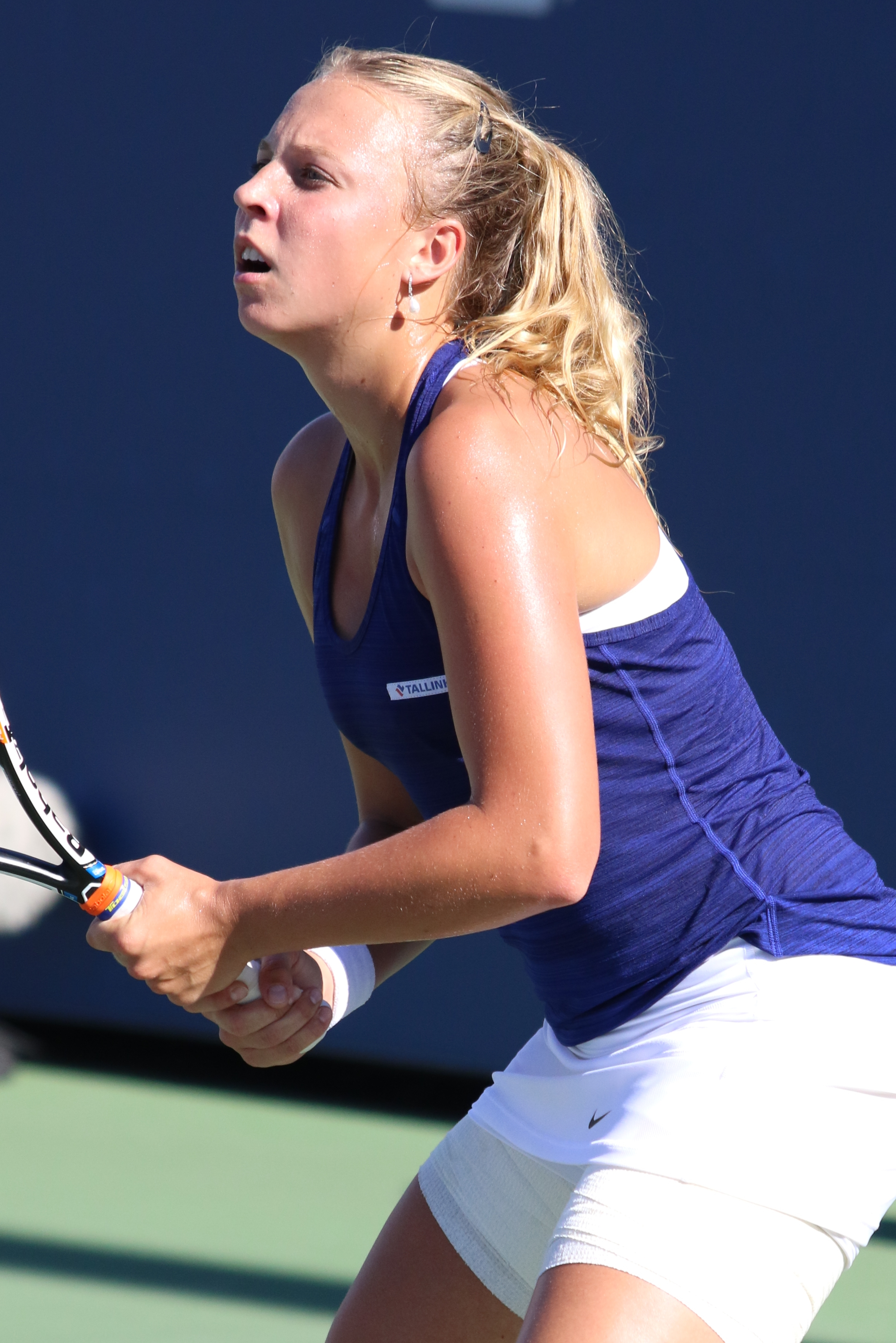
Anett Kontaveit (14e) de hoogst gerankte Estse tennisster uit de geschiedenis.

### "Top 150" speelsters enkelspel (vanafopen tijdperk)
| Nr. | Speelster       | Hoogste positie | Datum hoogste positie | W-V     | Titels | Finales |
| --- | --------------- | --------------- | --------------------- | ------- | ------ | ------- |
| 1.  | Anett Kontaveit | 14              | 2019-04-01            | 275-143 | 1      | 4       |
| 2.  | Kaia Kanepi     | 15              | 2012-08-20            | 480-282 | 4      | 4       |
| 3.  | Maret Ani       | 63              | 2016-05-15            | 335-263 | 0      | 0       |

Bijgewerkt t/m 05-05-2019

### Finaleplaatsen
| Legenda                | Legenda                  |
| ---------------------- | ------------------------ |
| Grandslamtoernooi      |                          |
| Olympische Spelen      |                          |
| Year-End Championships |                          |
| tot 2009               | 2009 – 2020 / vanaf 2021 |
| Tier I                 | Premier Mandatory        |
| Tier II                | Premier Five / WTA 1000  |
| Tier III               | Premier / WTA 500        |
| Tier IV & V            | International / WTA 250  |
|                        | Challenger / WTA 125     |

#### Enkelspel (open tijdperk)
| Nr.              | Datum             | Toernooi          | Ondergrond    | Winnaar             | Tegenstander in finale | Score         | Details |
| ---------------- | ----------------- | ----------------- | ------------- | ------------------- | ---------------------- | ------------- | ------- |
| Gewonnen finales |                   |                   |               |                     |                        |               |         |
| 1.               | 18 juli 2010      | WTA Palermo       | Gravel        | Kaia Kanepi (1)     | Flavia Pennetta        | 6-4, 6-3      | Details |
| 2.               | 7 januari 2012    | WTA Brisbane      | Hardcourt     | Kaia Kanepi (2)     | Daniela Hantuchová     | 6-2, 6-1      | Details |
| 3.               | 5 mei 2012        | WTA Estoril       | Gravel        | Kaia Kanepi (3)     | Carla Suárez Navarro   | 3-6, 7-6, 6-4 | Details |
| 4.               | 25 mei 2013       | WTA Brussel       | Gravel        | Kaia Kanepi (4)     | Peng Shuai             | 6-2, 7-5      | Details |
| 5.               | 18 juni 2017      | WTA Rosmalen      | Gras          | Anett Kontaveit (1) | Natalja Vichljantseva  | 6-2, 6-3      | Details |
| Verloren finales |                   |                   |               |                     |                        |               |         |
| 1.               | 5 november 2006   | WTA Hasselt       | Gravel        | Kim Clijsters       | Kaia Kanepi (1)        | 6-3, 3-6, 6-4 | Details |
| 2.               | 5 oktober 2008    | WTA Japan (Tokio) | Hardcourt     | Caroline Wozniacki  | Kaia Kanepi (2)        | 6-2, 3-6, 6-1 | Details |
| 3.               | 23 oktober 2011   | WTA Moskou        | Hardcourt (i) | Dominika Cibulková  | Kaia Kanepi (3)        | 3-6, 7-6, 7-5 | Details |
| 4.               | 23 september 2012 | WTA Seoel         | Hardcourt     | Caroline Wozniacki  | Kaia Kanepi (4)        | 6-1, 6-0      | Details |
| 5.               | 16 april 2017     | WTA Biel/Bienne   | Hardcourt (i) | Markéta Vondroušová | Anett Kontaveit (1)    | 6-4, 7-6      | Details |
| 6.               | 23 juli 2017      | WTA Gstaad        | Gravel        | Kiki Bertens        | Anett Kontaveit (2)    | 6-4, 3-6, 6-1 | Details |
| 7.               | 29 september 2018 | WTA Wuhan         | Hardcourt     | Aryna Sabalenka     | Anett Kontaveit (3)    | 6-3, 6-3      | Details |
| 8.               | 28 april 2019     | WTA Stuttgart     | Gravel (i)    | Petra Kvitová       | Anett Kontaveit (4)    | 6-3, 7-6      | Details |

Bijgewerkt t/m 05-05-2019

### Toernooien
| Naam                  | Plaats | Categorie | Ondergrond | Periode | Locatie | Jaargangen |
| --------------------- | ------ | --------- | ---------- | ------- | ------- | ---------- |
| Huidige toernooien    |        |           |            |         |         |            |
| Geen                  |        |           |            |         |         |            |
| Voormalige toernooien |        |           |            |         |         |            |
| Geen                  |        |           |            |         |         |            |

## Tennisspelers van Estse afkomst
| Naam          | Hoogste positie | Datum hoogste positie | W-V  | Titels | Finales | Uitkomend voor      | Geboren in |
| ------------- | --------------- | --------------------- | ---- | ------ | ------- | ------------------- | ---------- |
| Andres Võsand | 81              | 1989-03-20            | 9-29 | 0      | 0       | Sovjet-Unie Estland | Estland    |
| Toomas Leius  | -               | -                     | -    | 0      | 1       | Sovjet-Unie         | Estland    |

Bijgewerkt t/m 05-05-2019

## Ledenaantallen ETL
Hieronder de ontwikkeling van het ledenaantal en het aantal verenigingen:
| Jaar | Ledenaantallen | Ledenaantallen | Ledenaantallen | Ledenaantallen | Ledenaantallen | Ledenaantallen | Ledenaantallen |
| Jaar | Jongens        | Meisjes        | Totaal jeugd   | Mannen         | Vrouwen        | Totaal volwas. | Totaal         |
| ---- | -------------- | -------------- | -------------- | -------------- | -------------- | -------------- | -------------- |
| 2016 | 1.808          | 2.128          | 3.936          | 1.018          | 958            | 1.976          | 5.912          |
| 2015 | 1.723          | 1.886          | 3.609          | 770            | 620            | 1.390          | 4.999          |
| 2014 | 1.567          | 1.682          | 3.249          | 682            | 506            | 1.188          | 4.437          |
| 2013 | 1.707          | 1.682          | 3.389          | 681            | 388            | 1.069          | 4.458          |
| 2012 | 1.725          | 1.721          | 3.446          | 608            | 388            | 996            | 4.442          |
| 2011 | 1.602          | 1.548          | 3.150          | 759            | 342            | 1.101          | 4.251          |
| 2010 | 1.299          | 1.483          | 2.872          | 794            | 380            | 1.174          | 3.956          |